# Afbytning (skak)
En foretage afbytning, ofte forkortet til bytning, er i skakspillet gensidigt at slå en eller flere brikker, som enten er af samme type eller som anses for at have samme værdi. 
En simpel afbytning sker, når en bonde slår en af modstanderens bønder og den umiddelbart efter selv bliver slået, eller – hvad der i denne sammenhæng er det samme – må se en af sine "kollegaer" blive slået. Resultatet af en afbytning er derfor, at der er to brikker mindre på brættet, men alt andet lige er stillingen ikke ændret herved. Tilsvarende gælder for andre gensidige slag af ens brikker, idet man taler om dronningafbytning, tårnafbytning etc. Det vil også være afbytning, når den ene spiller mister en springer og den anden spiller mister en løber, fordi disse brikker i mange tilfælde har samme værdi.
Formålet med at foretage afbytning kan være et eller flere af følgende:
- Når antallet af brikker bliver mindre, kan kompleksiteten i spillet falde, selvom det ikke altid er tilfældet. Men færre brikker betyder på sigt mindre interaktion og færre brikker at skulle beskytte.
- Der kan være tale om at afbytte brikker for at give de tilbageværende bedre plads og udfoldelsesmuligheder
- Selvom afbytning er neutral med hensyn til materiale, kan initiativtageren vurdere, at der opnås andre fordele af taktisk eller strategisk art. Eksempler herpå kan være, at spilleren kommer til at besidde et løberpar, at spilleren kommer til at beherske en åben linje etc.
- Hvis en spiller allerede har vundet materiale, vil afbytning af yderligere brikker ofte forstørre hans fordel.

Når tilstrækkeligt mange brikker er afbyttet, vil spillet overgå til sin sidste fase: Slutspillet. 